# آنیتا نال
آنیتا نال (به انگلیسی: Anita Nall) (زادهٔ ۲۱ ژوئیهٔ ۱۹۷۶) شناگر اهل ایالات متحده آمریکا است.